# Rollo (dulce)
Los rollos o roles (en inglés, sweet rolls) son unos dulces típicos de la repostería estadounidense y europea, consumidos como desayuno o postre. Los más arquetípicos son los rollos de canela, y también los hay de jengibre, entre otros muchos. Suelen contener especias, frutos secos o frutas confitadas. La masa para rollos es la misma que para los bollos dulces (sweet buns), que a diferencia de la masa para pan normal, tiene una mayor proporción de azúcar, grasa, huevos y levadura.

## Variantes

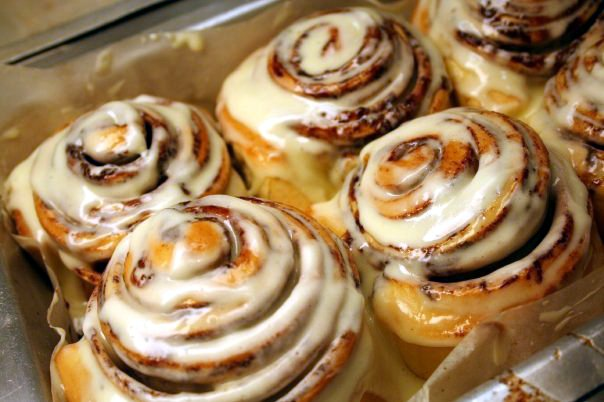
Rollos glaseados

### Europa
La tradición sitúa en Suecia el origen de los rollos de canela (kanelbulle en sueco). De hecho, en 1999 se estableció el 4 de octubre como el Día del Rollo de Canela. Aun así, los rollos son típicos también en Dinamarca y otros países germánicos del norte de Europa. Similares son los schnecken y Chelsea buns preparados en Alemania e Inglaterra respectivamente. La masa que se elabora en la tradición culinaria nórdica se caracteriza por ser rica en mantequilla y levadura. Sin embargo, los rollos europeos no son tan azucarados como los que se producen en Estados Unidos, y pueden contener también toques de jengibre o cardamomo.
Una teoría indica que los rollos de canela surgieron en Hamburgo, una importante ciudad portuaria del norte de Alemania que en aquella época recibía comercio de especias provenientes de Asia. Durante la invasión napoleónica (1806-1814), los panaderos germanos intentaron imitar el croissant para gusto de las tropas francesas. Sin embargo, no consiguieron que sus panes adoptaran la forma esponjosa y liviana típica de la repostería francesa, ya que la masa que tradicionalmente se elabora para postres en los países germánicos es una masa más pesada. Le agregaron canela para mejorarlo, y de esta manera, surgió el franzbrötchen, antecesor del kanelbulle sueco.
Otros rollos en la tradición europea son:
- Beijgli, rollo de semillas de amapola y nueces típico de Hungría.
- Splitterbrötchen, bollito típico de Berlín
- Rugelach, rollitos de origen asquenazí
- Pain aux raisins, versión tradicional francesa
- Chinois, postre similar al rollo
- Potica, rollo esloveno
- Rollo de frutos secos
- Ensaïmada, típica de Mallorca

### América
En Venezuela, un rol conocido y tradicional es el golfeado.
En los Estados Unidos, se puede encontrar fácilmente en las tiendas de comida masa dulce ya preparada para rollos. Los rollos fueron importados por inmigrantes europeos (particularmente, nord-europeos) y se asocian a Filadelfia, ciudad con mucha herencia germánica. De hecho, los rollos de canela «al estilo Filadelfia» de remontan al siglo XVIII.
Los rollos americanos a menudo se cubren con un glaseado (icing) y contienen algún relleno dulce. Este tipo de repostería, considerada hoy tan americana, tiene su origen en la repostería de los inmigrantes germanos. Por ello, no es de extrañar que sean tan tradicionales en la región de los alemanes de Pensilvania (Pennsylvania Dutch). Hoy en día, existen muchas variantes regionales por todo EE. UU. Algunas recetas tradicionales incluyen canela, mazapán o fruta confitada.